# Пино Прести
Джузеппе Престипино Джарритта (итал. Giuseppe Prestipino Giarritta; род. 23 августа 1943, Милан), больше известен как Пино Прести (итал. Pino Presti) — итальянский басист, аранжировщик, композитор, дирижер и музыкальный продюсер из Милана.
Прести был очень молод, когда он впервые вошел в музыкальный бизнес. Он начинал как бас-гитарист, затем постепенно стал аранжировщиком, композитором, дирижером оркестра и продюсером. Он сотрудничал в различных жанрах музыки как джаз, поп, фанк, соул и латиноамериканская музыка с такими артистами как Мина, Джерри Маллиган, Астор Пьяццолла (у которого также выступал в качестве сайдмена, включая известную композицию «Libertango»), Куинси Джонс, Уилсон Пикетт, Ширли Бэсси, Франко Черри, Мейнард Фергюсон, Стефан Граппелли, И Северино Гаццелони, Альдемаро Ромеро, Туллио де Пископо. Он считается одним из самых влиятельных итальянских аранжировщиков/дирижеров.

## Избранная дискография

### Альбомы
- 1st round — Atlantic Records (1976)
- Maja Andina — Saar Records (1990)
- A La Costa Sud — Edizioni Curci (2009)
- Café Ipanema 2011 — Rambling Records (2011)
- Shirley Bunnie Foy — MAP Golden Jazz (2013)
- Deep Colors — MAP/ Paper Moon (2014)
- Sharade — Best Record Italy (2023) Juno  Records
- 1st Round (Digital Remastered 2024) — Planet Records (2024) Spotify
- Soulful Touches - Planet Distribution (2025) [1]

### Синглы
- «Rimani ancora/Oh! Jenny» — Durium (1964)
- «In un posto fuori dal mondo/Messaggio d’amore» — Belldisc (1969)
- «Karin/No sabe» — Dischi Ricordi (1970)
- «Smile/L’estate di Laura» — Atlantic Records (1975)
- «Funky Bump/C.so Buenos Ayres» — Atlantic Records (1976)
- «Shitân Disco Shitân» — Barclay (1977)
- «Sundown» — Durium (1978)
- «You Know The Way part I/You Know The Way part II» — Baby Records (1979)
- «You Know The Way» — Vinyl 12" 33 ⅓ RPM — Emergency Records (1980)
- «Money (That What I Want)» — Vinyl 12" 33 ⅓ RPM — Baby Records (1980)
- «To Miami/Mama’s Away» — Cetra Records (1980)
- «Dancing Nights/And I Love Her» — Polydor Records (1983)
- «Ya No Puedo Vivir (The Bush Remixes)» — Vinyl 12" 33 ⅓ RPM — Blow Up Disco (1991)
- «Once Again Now» — Vinyl 12" 33 ⅓ RPM — Soul Xpression (1992)
- «Divine» — Vinyl 12" 33 ⅓ RPM — Level One (2001)
- «Feel Like a Woman» — CD Single — Self (2005)
- «Jazz Carnival» — CD Single — Map (2015)
- «Funky Bump» (Unreleased Original Extended Version)/«Funky Bump» (Original 7" Version) — Best Record Italy (2015)
- «Disco Shitân» (Long version) — Best Record Italy (2015)
- «You Know The Way» (Disco Version by Tee Scott) — Best Record Italy (2016)
- «To Africa / Soul Makossa» (EP) — Best Record Italy (2017)
- «Pino Presti Featuring Roxy Robinson: You know Why» (EP) — Best Record Italy (2018)
- «Mina arranger Pino Presti: Finali Strumentali» (EP) — Planet Distribution (2025) [2]